# Melissoptila setigera
Melissoptila setigera är en biart som beskrevs av Urban 1998. Melissoptila setigera ingår i släktet Melissoptila och familjen långtungebin. Inga underarter finns listade i Catalogue of Life.